# Void Overflow
Void Overflow ist das im Jahr 2016 gegründete belgische Online-Musikdienst- und Independent-Label des Musikers Stijn van Cauter.

## Geschichte

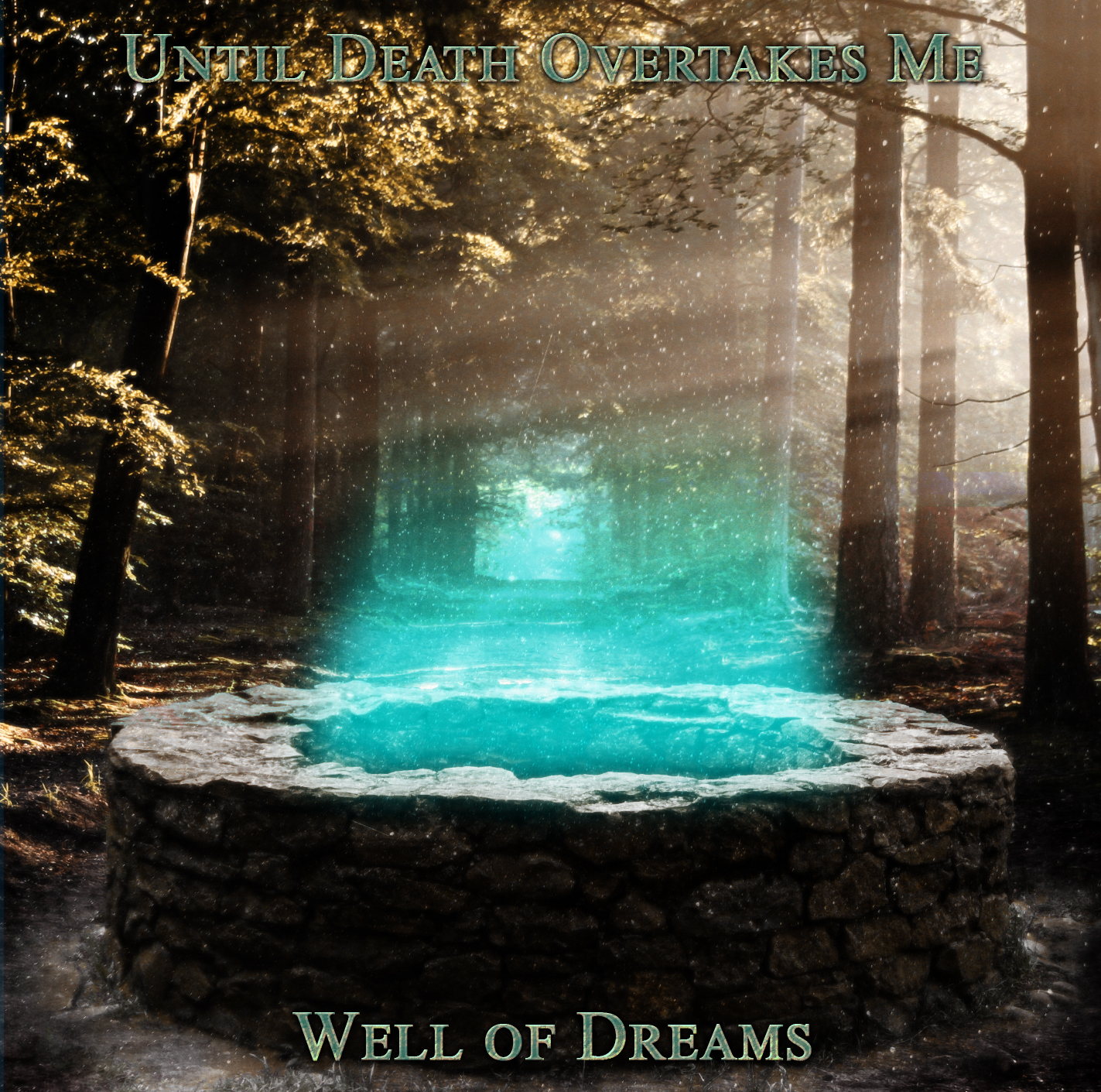
Das Album Well of Dreams erschien 2016 als eine der ersten Alben des Download-Labels

Von 2000 bis 2011 führte Stijn van Cauter das Label Nulll Records. Im Jahr 2011 stellte er, nach dem Hackerangriff auf seine Homepage eigene Veröffentlichungen sowie den Vertrieb und die Vermarktung von Musik anderer Interpreten ein, nachdem ihn diese zunehmend in der eigenen musikalischen Tätigkeit eingeschränkt hatte. Labelaktivitäten nahm er unter dem Namen Void Overflow im Jahr 2016 ausschließlich für seine eigenen Projekte wieder auf. Dabei beschränkte er die Tätigkeit auf Musikdownloads. Als weitere Option bietet er einen Print-on-Demand-Service für diverse Veröffentlichungen an. Zugleich kooperierte er mit Unternehmen wie GS Productions und Aesthetic Death für gemeinsame Veröffentlichungen in unterschiedlichen Formaten. Den Großteil der Musik veröffentlicht van Cauter jedoch als Download ohne Preisvorgabe über Bandcamp. Nach eigener Aussage soll damit der Austausch gefördert werden, darüber hinaus würden die Nebenkosten der Herstellung eines physischen Tonträgers und des Versandes beim Download ausgeschlossen und die Musik würde im Vordergrund stehen. Der Print-on-Demand-Service, der Kopien auf Anfrage produziert und aus den Vereinigten Staaten verschickt, bietet die Option die Musik dennoch als physische Tonträger mit entsprechend professioneller Gestaltung zu erwerben.
Zu den Veröffentlichungen des Labels zählen unter anderem Well of Dreams und Flow of Infinity von Until Death Overtakes Me, To Reach Beyond und Voice of the Stars von Arcane Voidsplitter sowie Veröffentlichungen von Beyond Black Void, Inframonolithium, Gruulvoqh, Fall of the Grey-Winged One, I Dream No More, In the Mist und Forbidden Fields.